# 경진년대통력
경진년대통력(庚辰年大統曆)은 서울특별시 종로구, 국립민속박물관에 있는 조선시대의 활자본 책이다. 2001년 8월 3일 대한민국의 보물 제1319호로 지정되었다.

## 개요
대통력(大統曆)은 明나라의 역법(曆法)으로, 고려 말인 공민왕(恭愍王) 19년(1370년)에 수입되어 조선 효종(孝宗) 4년(1653년), 시헌력(時憲曆)을 채용할 때까지 근 300년간 조선에서 사용된 역법이다.
이 경진년 대통력은 모두 15장으로 구성되어 있다.
그 중 첫 장은 정월에서 12월까지 윤 4월을 포함한 13개월의 24절기에 관한 내용과 연신방위지도(年神方位之圖)이고, 제2장〜제14장은 책력의 본체(本體)인 정월에서 12월까지의 월력(月曆)이다.
달력에는 날짜별로 일상생활에서 그날그날 하기에 좋은 일과 해서는 좋지 않은 일을 기록하고 있다.
국립민속박물관(國立民俗博物館) 소장 '경진년 대통력(庚辰年 大統曆)'은 관상감 인력자(印曆字)로 인출(印出)한 책 중 가장 앞선 것으로서, 관상감(觀象監)에서 활자로 찍은 임진왜란(壬辰倭亂) 이전의 역서로는 유일한 것이다.
따라서, 조선시대의 활자연구(活字硏究)와 서지학 연구에도 귀중한 자료가 된다.

## 참고 자료
- 경진년대통력 - 국가유산청 국가유산포털